# 布赖地区讷沙泰勒
布赖地区讷沙泰勒（法語：Neufchâtel-en-Bray，法語發音：[nœfʃɑtɛl ɑ̃ bʁɛ] 或 [nøʃɑtɛl ɑ̃ bʁɛ]），法国北部城市，诺曼底大区滨海塞纳省的一个市镇，隶属于迪耶普区，其市镇面积为11.03平方公里，2022年1月1日时人口数量为4,671人，在法国城市中排名第2,335位。
布赖地区讷沙泰勒位于滨海塞纳省东部，贝蒂讷河畔，是一个区域性的中心城市，因同名奶酪而闻名，多条公路在此交汇。

## 地名来源
“讷沙泰勒”一名出现于12世纪，因彼时诺曼底公爵亨利一世在此修建的新的城堡而得名。在19世纪以前，“讷沙泰勒”的拼写为“Neuchâtel”，对应的读音为“[nøʃɑtɛl]”，与之同名的瑞士城市被汉译为“纳沙泰尔”。
“布赖地区”这一后缀自1962年起成为当地官方名称的一部分。
此外，因翻译标准不同，“Neufchâtel-en-Bray”在部分汉语资料中又被整体译为讷沙泰勒昂布赖。

## 历史

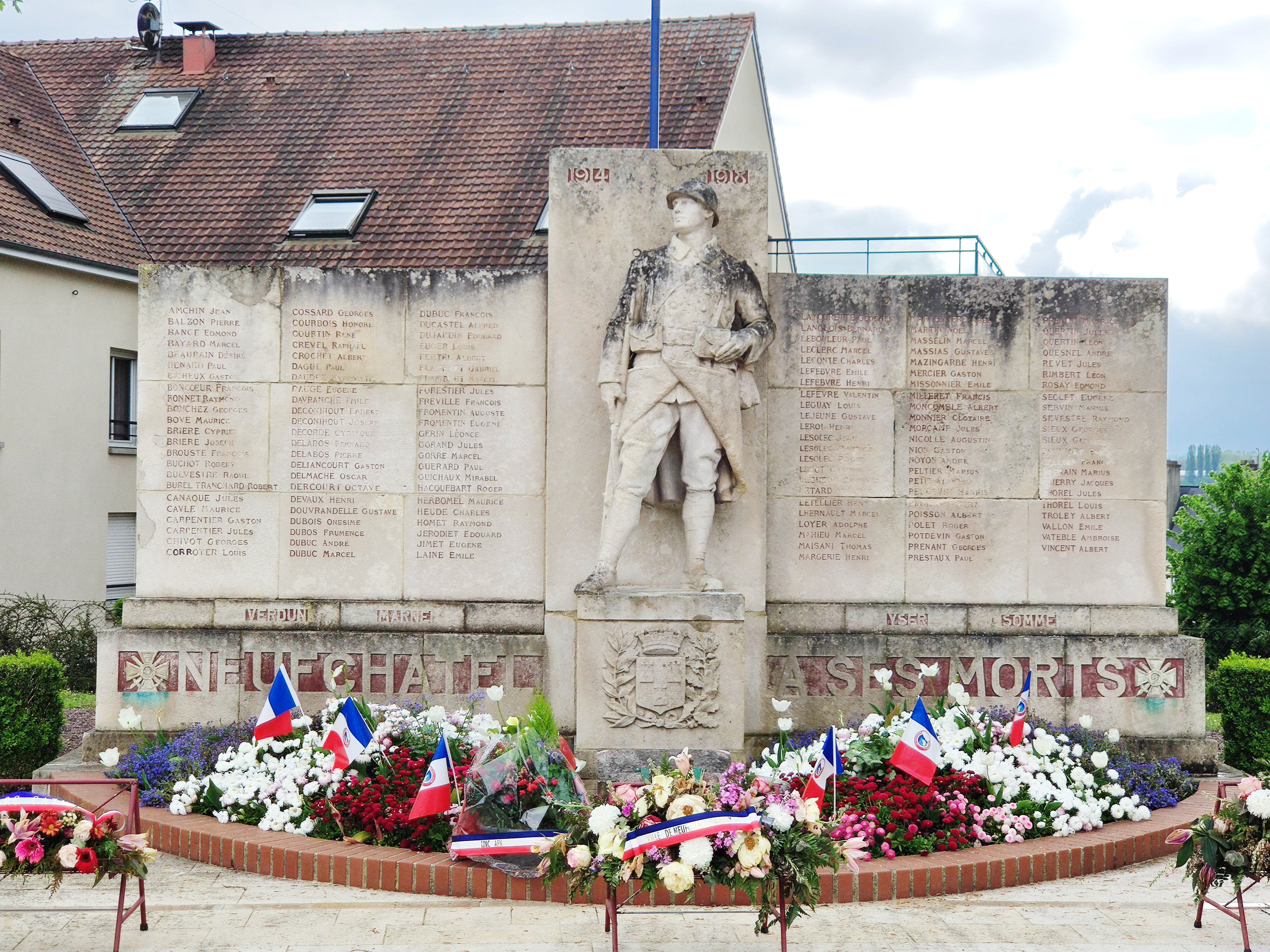
一战纪念碑

根据当地官方网站的论述，布赖地区讷沙泰勒始建于高卢-罗马时期。公元五世纪时，法兰克人在贝蒂讷河右岸兴建了一处集镇，命名为“Drincourt”，此乃布赖地区讷沙泰勒的前身。中世纪中期，诺曼底公爵亨利一世将Drincourt改建成为一处防御城塞，以阻挡来自北方皮卡第的外敌入侵。1472年，讷沙泰勒被勃艮第大胆查理烧毁。1596年，在法兰西国王亨利四世的诏令下，讷沙泰勒得以重建。法国大革命后，布赖地区讷沙泰勒成为内塞纳省（1955年更名为滨海塞纳省）的一个市镇，并为该省的一个地区行署，1800年后成为一个副省会。工业革命期间，途径此地的圣但尼－迪耶普铁路建成运行。1926年，讷沙泰勒副省政府被撤销，原有的讷沙泰勒区被整体并入迪耶普区。1940年6月，讷沙泰勒遭到纳粹德军的猛烈轰炸。战后，讷沙泰勒获得二战十字勋章。当地的重建工程于20世纪50年代末基本结束。

## 地理

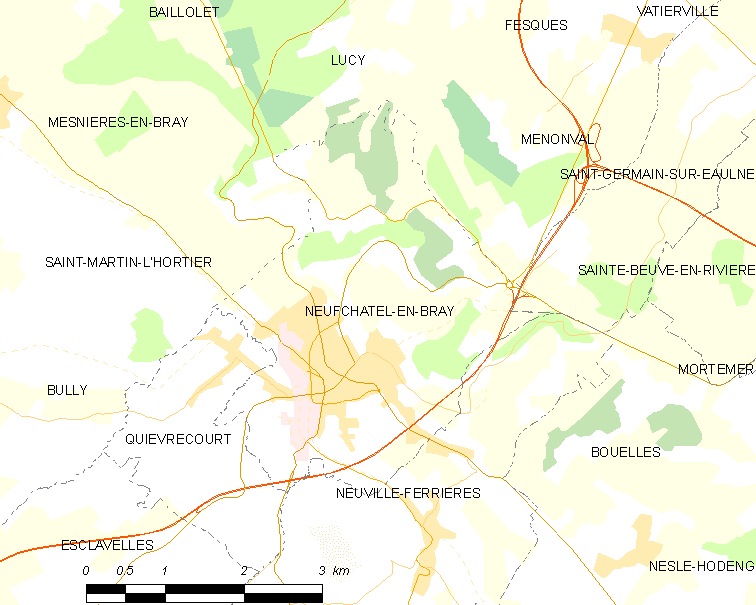
布赖地区讷沙泰勒市镇范围地图

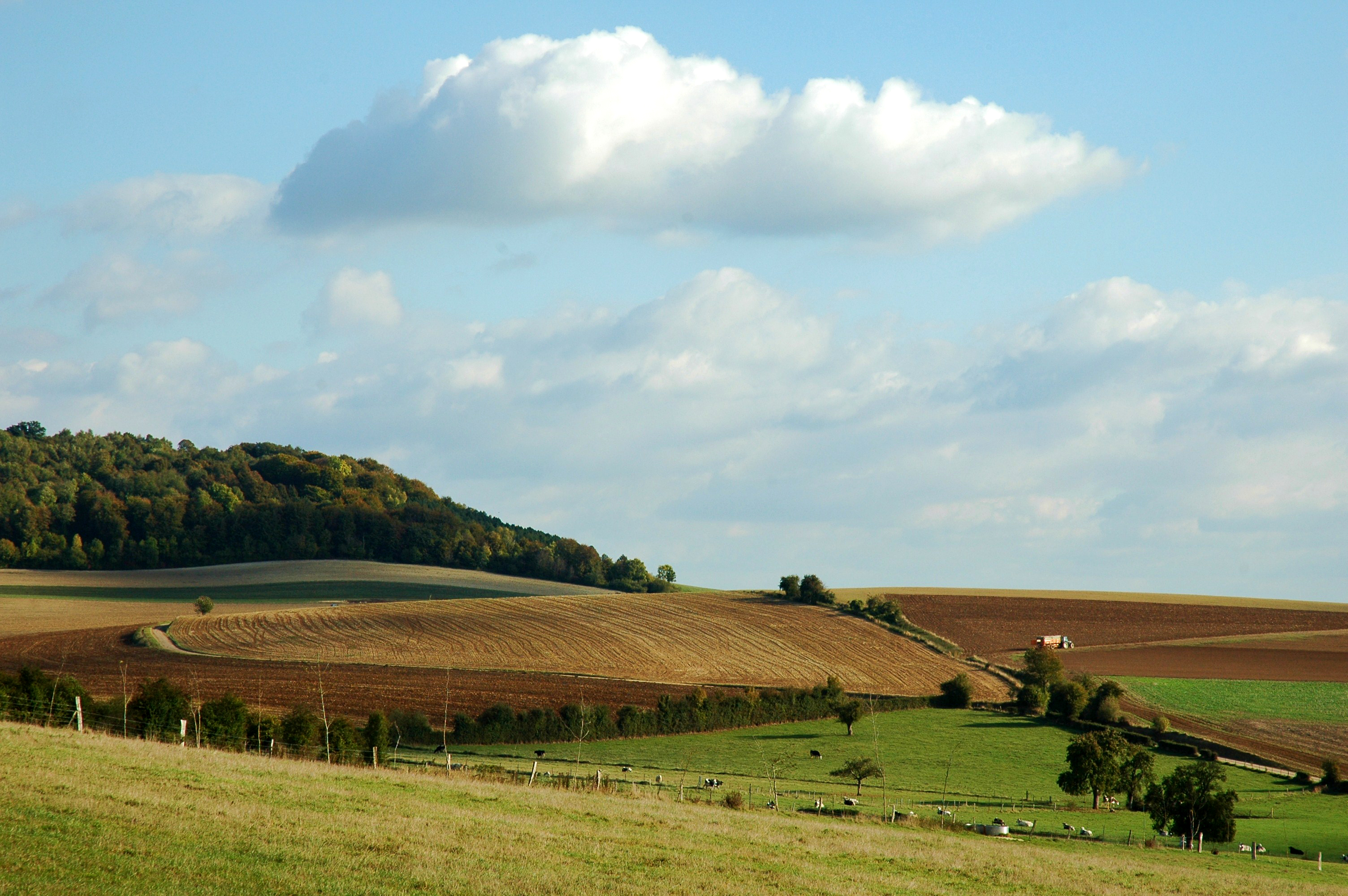
布赖地区讷沙泰勒附近的田野

布赖地区讷沙泰勒位于法国北部，诺曼底大区东北部和滨海塞纳省东部，距离省会鲁昂大约49公里。与布赖地区讷沙泰勒接壤的市镇包括：布赖地区梅尼耶尔、吕西、梅农瓦勒、圣马丹洛尔捷、基耶夫勒库尔和讷维尔费里耶尔。

### 地形
布赖地区讷沙泰勒位于诺曼底丘陵东北部，境内以浅丘为主，市镇中心地势较为平坦，市区东部为里卡尔山（Mont Ricard），全境海拔在69到230米之间。

### 水文
布赖地区讷沙泰勒位于贝蒂讷河畔，该河独立注入大西洋。

### 植被
布赖地区讷沙泰勒属于温带阔叶混交林区，市区内的主要绿地公园包括圣皮埃尔广场（Square de Saint-Pierre）、旧城堡步行道（Esplanade de Vieux Château）等，均常年免费向公众开放。
在鲜花城市的评比中，布赖地区讷沙泰勒被评为1星级鲜花城市。

### 气候
布赖地区讷沙泰勒在柯本气候分类法中属于温带海洋性气候。
距离布赖地区讷沙泰勒最近的常年气象站位于福尔日莱索境内，以下为该气象站的数据（其中日照数据取自鲁昂）：
| 福尔日莱索1981年－2019年 | 福尔日莱索1981年－2019年 | 福尔日莱索1981年－2019年 | 福尔日莱索1981年－2019年 | 福尔日莱索1981年－2019年 | 福尔日莱索1981年－2019年 | 福尔日莱索1981年－2019年 | 福尔日莱索1981年－2019年 | 福尔日莱索1981年－2019年 | 福尔日莱索1981年－2019年 | 福尔日莱索1981年－2019年 | 福尔日莱索1981年－2019年 | 福尔日莱索1981年－2019年 | 福尔日莱索1981年－2019年 |
| 月份                     | 1月                      | 2月                      | 3月                      | 4月                      | 5月                      | 6月                      | 7月                      | 8月                      | 9月                      | 10月                     | 11月                     | 12月                     | 全年                     |
| ------------------------ | ------------------------ | ------------------------ | ------------------------ | ------------------------ | ------------------------ | ------------------------ | ------------------------ | ------------------------ | ------------------------ | ------------------------ | ------------------------ | ------------------------ | ------------------------ |
| 历史最高温 °C（°F）      | 15.5 (59.9)              | 20 (68)                  | 23 (73)                  | 27 (81)                  | 31 (88)                  | 35 (95)                  | 38 (100)                 | 38.5 (101.3)             | 32.5 (90.5)              | 26.6 (79.9)              | 19 (66)                  | 16 (61)                  | 38.5 (101.3)             |
| 平均高温 °C（°F）        | 6.9 (44.4)               | 7.8 (46.0)               | 11.4 (52.5)              | 14.4 (57.9)              | 18.3 (64.9)              | 21.1 (70.0)              | 23.8 (74.8)              | 23.9 (75.0)              | 20.2 (68.4)              | 15.7 (60.3)              | 10.4 (50.7)              | 7.4 (45.3)               | 15.1 (59.2)              |
| 日均气温 °C（°F）        | 3.8 (38.8)               | 4.1 (39.4)               | 6.9 (44.4)               | 9.1 (48.4)               | 12.8 (55.0)              | 15.6 (60.1)              | 18 (64)                  | 17.9 (64.2)              | 14.7 (58.5)              | 11.3 (52.3)              | 6.8 (44.2)               | 4.4 (39.9)               | 10.5 (50.9)              |
| 平均低温 °C（°F）        | 0.6 (33.1)               | 0.5 (32.9)               | 2.4 (36.3)               | 3.7 (38.7)               | 7.3 (45.1)               | 9.9 (49.8)               | 12.1 (53.8)              | 11.8 (53.2)              | 9.2 (48.6)               | 6.8 (44.2)               | 3.2 (37.8)               | 1.4 (34.5)               | 5.7 (42.3)               |
| 历史最低温 °C（°F）      | −18 (0)                  | −13 (9)                  | −12 (10)                 | −5.3 (22.5)              | −3.7 (25.3)              | −1 (30)                  | 2.2 (36.0)               | 1.9 (35.4)               | −0.5 (31.1)              | −6 (21)                  | −9.5 (14.9)              | −12.6 (9.3)              | −18 (0)                  |
| 平均降水量 mm（）        | 80.9 (3.19)              | 59.6 (2.35)              | 62.4 (2.46)              | 58.3 (2.30)              | 65.7 (2.59)              | 59.7 (2.35)              | 57.3 (2.26)              | 57.7 (2.27)              | 65.6 (2.58)              | 86.1 (3.39)              | 79.1 (3.11)              | 94.8 (3.73)              | 827.2 (32.57)            |
| 月均日照時數             | 58.6                     | 74.5                     | 117.4                    | 158                      | 182.8                    | 202.2                    | 199.2                    | 191.8                    | 156.1                    | 107.8                    | 60                       | 49.2                     | 1,557.6                  |
| 来源：infoclimat.fr      |                          |                          |                          |                          |                          |                          |                          |                          |                          |                          |                          |                          |                          |

## 行政区划
布赖地区讷沙泰勒的市镇编号为76462，邮政编号为76270。
在行政管理方面，布赖地区讷沙泰勒隶属于法国诺曼底大区滨海塞纳省迪耶普区；在地方选举方面，布赖地区讷沙泰勒是布赖地区讷沙泰勒县的中央投票站，其市镇范围全境被划入滨海塞纳省第六选区；在社会管理方面，布赖地区讷沙泰勒是布赖-埃阿维市镇公共社区的办公驻地。
截至2023年3月，布赖地区讷沙泰勒境内暂无城市政策优先街区。
法国国家统计与经济研究所（简称）在进行数据统计时，将布赖地区讷沙泰勒及相邻的基耶夫勒库尔市镇设为布赖地区讷沙泰勒城市核心区，并将包括核心区在内的周边共3个市镇划为布赖地区讷沙泰勒城市区。自2020年起，布赖地区讷沙泰勒城市区被包含15个市镇的布赖地区讷沙泰勒城市辐射区代替。此外，还将布赖地区讷沙泰勒市镇整体看作一个“块区”（IRIS），以便于统计人口分布情况。

## 交通

### 公路
A28高速公路经过布赖地区讷萨泰勒市镇范围内，通过8、9两个出入口连接市区，此外多条滨海塞纳省省道在布赖地区讷沙泰勒境内交汇。诺曼底大区下属的城际客运提供巴士线路，可前往周边日索尔、迪耶普、鲁昂等地。
| 亚眠 | 68 |

| 阿布维尔 | 54 |

| 鲁昂 | 47 |

| 勒阿弗尔 | 108 |

| 迪耶普 | 37 |

| 勒特雷波尔 | 44 |

| 博韦 | 64 |

| 欧马勒 | 26 |

2018年，64.6%的布赖地区讷沙泰勒家庭拥有至少一辆私人汽车。2019年，布赖地区讷沙泰勒境内共发生各类交通事故1起，造成1人受伤。

### 铁路

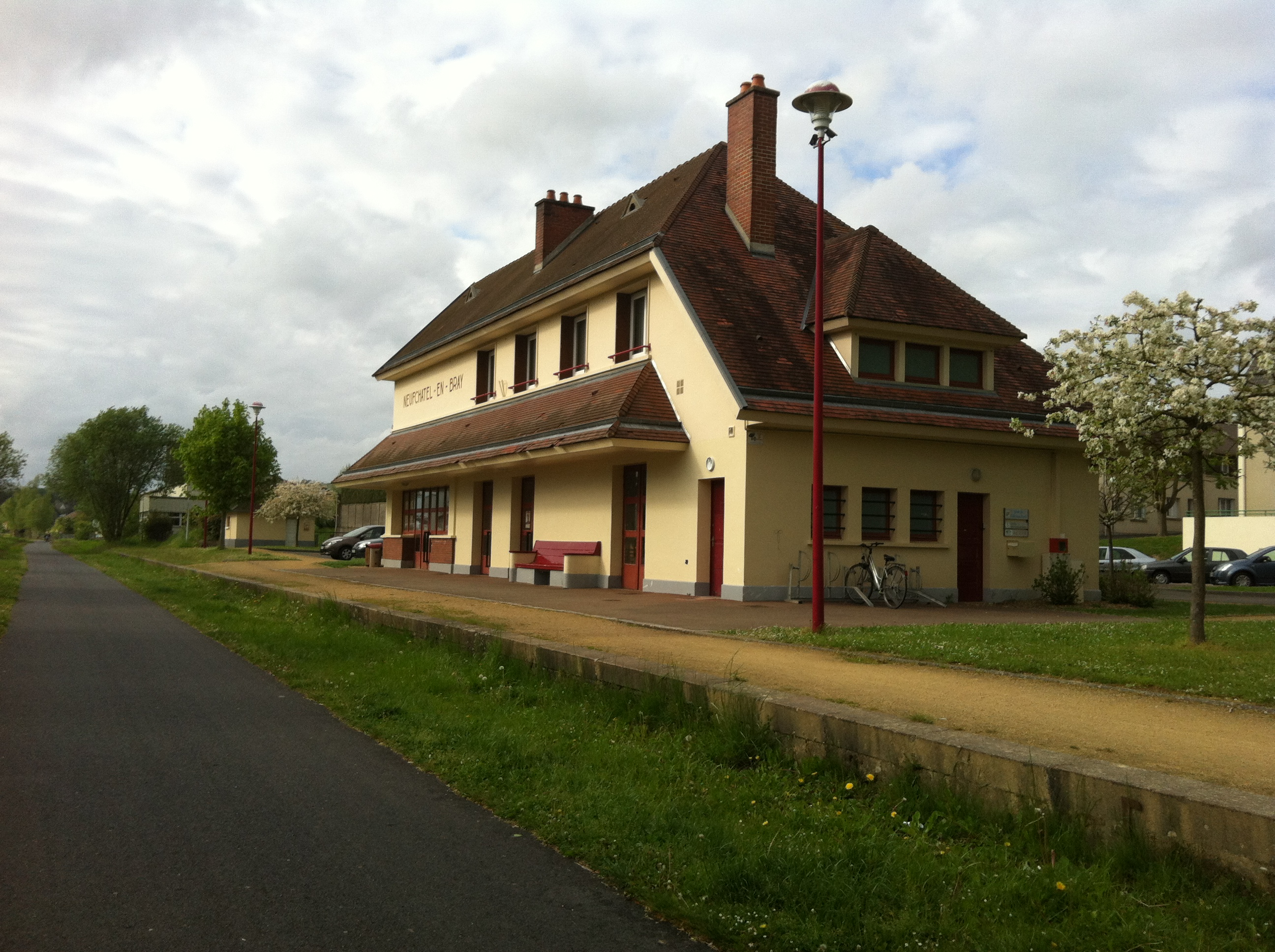
布赖地区讷沙泰勒火车站旧址

布赖地区讷沙泰勒位于圣但尼－迪耶普铁路上，该铁路布赖地区讷沙泰勒附近的路段已废弃并被改建为健身绿道。距离布赖地区讷沙泰勒最近的运营中的客运铁路车站为15公里外的塞尔克站，该站停靠往返于鲁昂和亚眠一线的区域列车。

### 航空
距离布赖地区讷沙泰勒最近的民用航空站为博韦-蒂耶机场，距离布赖地区讷沙泰勒市中心的公路里程约63公里。

### 城市公共交通
截至2022年1月，布赖地区讷沙泰勒暂无城市公共交通系统。

## 政治

### 市政内阁
布赖地区讷沙泰勒的现任市长为格扎维埃·勒弗朗索瓦先生（Xavier LEFRANÇOIS），他是共和党的一名成员，在2020年的市政选举中获得了71.51%的支持率。
| 布赖地区讷沙泰勒历届市长 | 布赖地区讷沙泰勒历届市长                       | 布赖地区讷沙泰勒历届市长                         |
| 任期                     | 市长                                           | 党派                                             |
| ------------------------ | ---------------------------------------------- | ------------------------------------------------ |
| 1945年－1954年           | Fernand LANGLOIS 费尔南·朗格卢瓦               | 不详                                             |
| 1954年－1959年           | Édouard-Alfred MARTEL 爱德华-阿尔弗雷德·马泰尔 | 不详                                             |
| 1959年－1983年           | Charles FERRANT 夏尔·费朗                      | MRP人民共和运动 →CD法国民主中心 →UDF法国民主联盟 |
| 1983年－1995年           | Jean WATTRÉ 让·瓦特雷                          | DVD右翼无党派人士                                |
| 1995年－2008年           | Maurice MOUQUET 莫里斯·穆凯                    | PS社会党                                         |
| 2008年－                 | Xavier LEFRANÇOIS 格扎维埃·勒弗朗索瓦          | LR共和黨                                         |

### 各级选举
| 布赖地区讷沙泰勒历届投票选举结果 | 布赖地区讷沙泰勒历届投票选举结果 | 布赖地区讷沙泰勒历届投票选举结果 | 布赖地区讷沙泰勒历届投票选举结果 | 布赖地区讷沙泰勒历届投票选举结果 | 布赖地区讷沙泰勒历届投票选举结果 | 布赖地区讷沙泰勒历届投票选举结果 | 布赖地区讷沙泰勒历届投票选举结果 | 布赖地区讷沙泰勒历届投票选举结果 | 布赖地区讷沙泰勒历届投票选举结果 |
| 选举项目                         | 选举范围                         | 选区单位                         | 选举结果                         | 选举结果                         | 选举结果                         | 选举结果                         | 选举结果                         | 选举结果                         | 参考资料                         |
| 选举项目                         | 选举范围                         | 选区单位                         | 第一轮胜出者                     | 第一轮胜出者                     | 支持率                           | 第二轮胜出者                     | 第二轮胜出者                     | 支持率                           | 参考资料                         |
| -------------------------------- | -------------------------------- | -------------------------------- | -------------------------------- | -------------------------------- | -------------------------------- | -------------------------------- | -------------------------------- | -------------------------------- | -------------------------------- |
| 2017年法國總統選舉               | 法國                             | 市镇                             |                                  | 玛丽娜·勒庞                      | 29.38%                           |                                  | 埃马纽埃尔·马克龙                | 52.99%                           | [ 24 ]                           |
| 2017年法国立法选举               | 滨海塞纳省第六选区               | 市镇                             |                                  | Blandine LEFEBVRE                | 30.45%                           |                                  | 塞巴斯蒂安·朱梅尔                | 52.26%                           | [ 24 ]                           |
| 2019年欧洲议会选举               | 法國                             | 市镇                             |                                  | 若尔当·巴尔代拉                  | 35.25%                           | （不适用）                       | （不适用）                       | （不适用）                       | [ 24 ]                           |
| 2021年法国省级选举               | 滨海塞纳省                       | 县                               |                                  | 尼古拉·贝尔特朗 阿梅尔·比洛凯    | 54.74%                           |                                  | 尼古拉·贝尔特朗 阿梅尔·比洛凯    | 72.52%                           | [ 25 ]                           |
| 2021年法国省级选举               | 滨海塞纳省                       | 市镇                             |                                  | 尼古拉·贝尔特朗 阿梅尔·比洛凯    | 54.5%                            |                                  | 尼古拉·贝尔特朗 阿梅尔·比洛凯    | 71.37%                           | [ 25 ]                           |
| 2021年法国大区选举               |                                  | 市镇                             |                                  | 埃尔韦·莫兰                      | 44.7%                            |                                  | 埃尔韦·莫兰                      | 53.28%                           | [ 26 ]                           |
| 2022年法国总统选举               | 法國                             | 市镇                             |                                  | 玛丽娜·勒庞                      | 32.33%                           |                                  | 埃马纽埃尔·马克龙                | 50.82%                           | [ 24 ]                           |
| 2022年法国立法选举               | 滨海塞纳省第六选区               | 市镇                             |                                  | 塞巴斯蒂安·朱梅尔                | 30.99%                           |                                  | 塞巴斯蒂安·朱梅尔                | 57.17%                           | [ 24 ]                           |

## 人口
2019年，布赖地区讷沙泰勒市镇人口数量为4,678，在法国排名第2,368位。其中男性2,073人，女性2,605人，75岁及以上人口占16.3%，外籍人口（Popultionétrngère）数量为35人，人口密度为424人/平方公里，当地居民被称为（男性）或（女性）。2020年，布赖地区讷沙泰勒境内出生36人，死亡人口125人。
| 布赖地区讷沙泰勒1901年－2020年人口变化情况 |
|                                            |
| 数据来源：Cassini、INSEE                   |

## 经济
布赖地区讷沙泰勒是一个区域性的中心城市。截止2022年1月，布赖地区讷沙泰勒市镇范围内共有各类用人单位（包含自雇）640家，平均历史为18年，其中98.77%为中小型企业（PME）。（汽车销售）、（大型零售）及（农具销售）是当地2020年营业额最高的三个企业，分别为77,484,488欧元、63,404,887欧元和12,299,453欧元。

## 财政与居民收入
2020年，布赖地区讷沙泰勒的财政收入总额为5,880,790欧元，财政支出总额为4,970,830欧元，当年的债务总额为4,821,270欧元。2021年，布赖地区讷沙泰勒共获得1,483,922欧元的国家财政补助，比上一年增加了0.73%。
2019年，布赖地区讷沙泰勒的人均月收入总额为1,971欧元，其中高级职员为3,561欧元，低于法国平均水平（4,230欧元）；中级职员为2,194欧元，低于法国平均水平（2,411欧元）；普通职员为1,592欧元，亦低于法国平均水平（1,740欧元）。
2018年，布赖地区讷沙泰勒境内的青壮年（15至64岁）失业率为16.4%，当地40.2%的家庭拥有纳税资格，平均纳税1,764欧元，低于法国平均水平（3,910欧元）。

## 社会事务

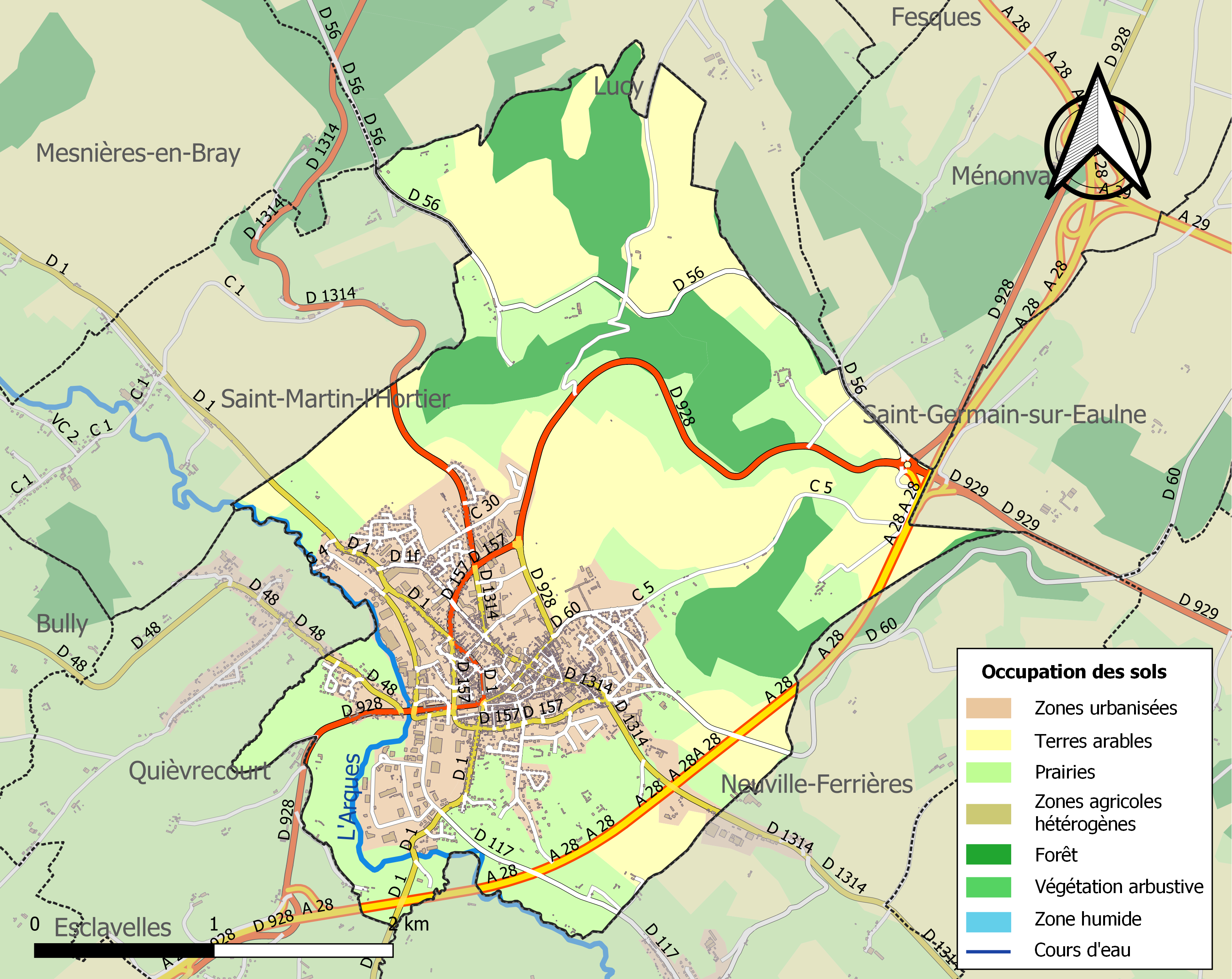
布赖地区讷沙泰勒土地利用情况地图

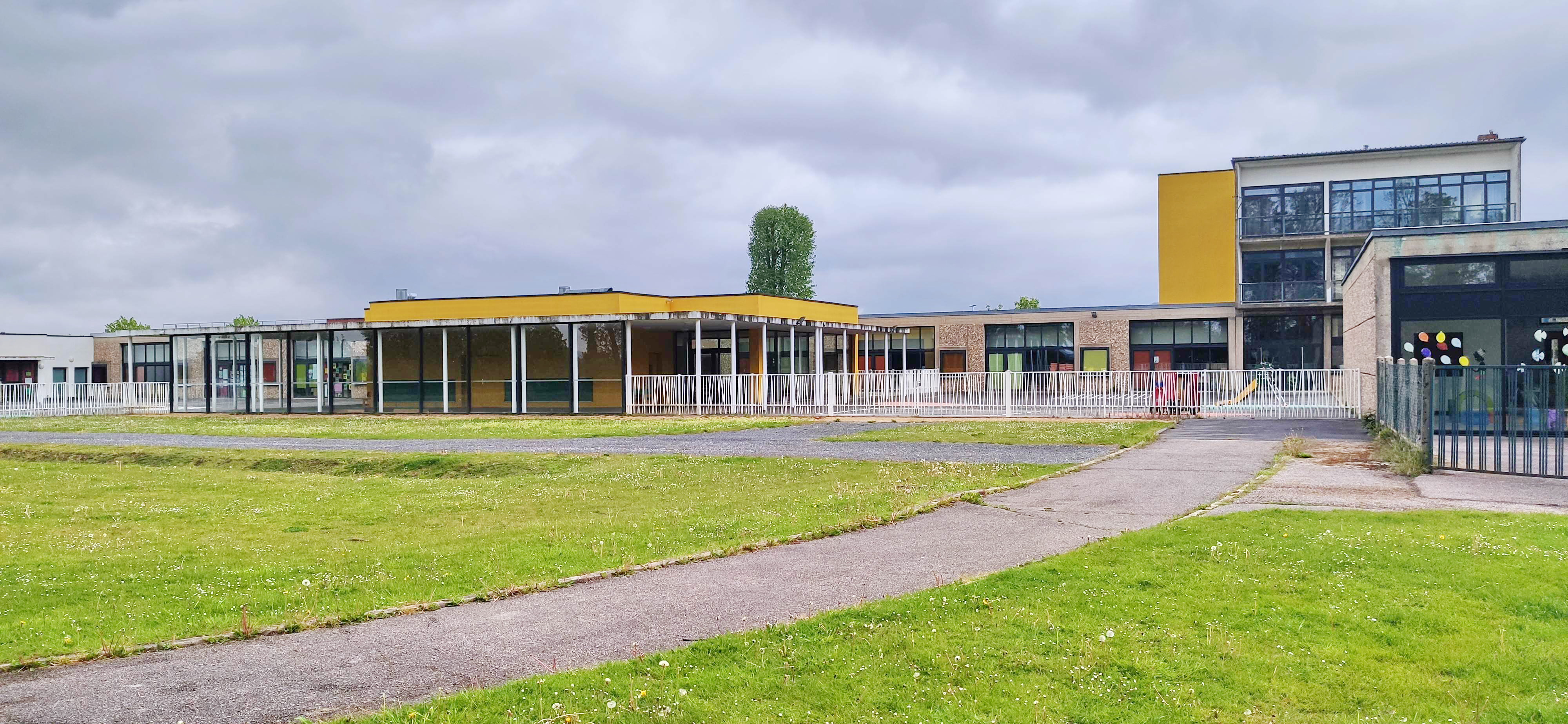
布赖地区讷沙泰勒的一所学校

### 教育
布赖地区讷沙泰勒属于诺曼底学区。截止2020年1月1日，布赖地区讷沙泰勒境内共有1所幼儿园、2所小学、1所初级中学、1所普通高中和2所农业高中。2018至2019学年度，布赖地区讷沙泰勒境内共有在校中等教育阶段学生1,572名。

### 医疗
截止2020年1月1日，布赖地区讷沙泰勒境内共有全科医生53名、保健师8名、牙医4名、护士6名、耳科医生2名、眼科医生4名和助产士1名。境内共有药房2家、养老院2家。
布赖地区讷沙泰勒中心医院（Centre Hospitalier de Neufchâtel-en-Bray）是法国的一个区域性医疗机构，其主病区布赖地区费尔南·朗格卢瓦中心医院（Centre Hospitalier de Fernand Langlois）位于布赖地区讷沙泰勒市区东部，设有床位269个，是当地规模最大的公立综合性医院。

### 住房
2019年，布赖地区讷沙泰勒境内共有各类住房2,770套，其中55.5%为独立式居民区，42.4%为集中式居民区。常住房屋占布赖地区讷沙泰勒市镇范围内居民建筑总量的85.7%。
在住房保障政策方面，2020年，布赖地区讷沙泰勒境内共有697户家庭获得了住房经济补助，受益人数占总人口数量的14.8%，其中680份为房租补助。

### 商业
2019年，布赖地区讷沙泰勒境内共有各类实体商铺199家，其中餐厅16家、大型超市2家、杂货店4家、面包房6家、肉铺6家、书店5家、装饰品店3家、银行门店8家、美容美发店15家、汽车维修店14家。市区西部的大佛兰德街建有开放式商业街区，有E.Leclerc、Aldi、Lidl等购物超市。

### 体育
2020年，布赖地区讷沙泰勒境内共有1间体育馆、1座综合体育场、5处网球场、2处足球或橄榄球场以及1处篮球或排球场。
截至2022年1月，布赖地区讷沙泰勒足球俱乐部（Football Club de Neufchâtel-en-Bray，编号501422）是当地唯一的注册足球俱乐部，2021至2022赛季参加诺曼底大区足球联赛丙组（法国第八级别），其主场欧拉日山球场（Stade du Mont d'Aulage）位于市区北部。

### 环境
布赖地区讷沙泰勒的环境事务由其所属的布赖-埃阿维市镇公共社区负责。2019年，布赖地区讷沙泰勒境内共有3家污染企业。

### 治安
2019年，布赖地区讷沙泰勒市镇范围内有1处国家宪兵队。2020年，该宪兵队辖区内共159个市镇累计发生各类案件2,593起，其中盗窃类案件1,291起，经济类案件334起，毒品交易类案件110起。

## 文化
2020年，布赖地区讷沙泰勒境内共有1家电影院和1家博物馆。布赖地区讷沙泰勒市政府提供多媒体中心，每周二、三、五、六向公众开放。

### 建筑
布赖地区讷沙泰勒境内有多处历史建筑，其中布赖地区讷沙泰勒圣母教堂是法国国家文物保护单位，也是当地的地标性建筑物。

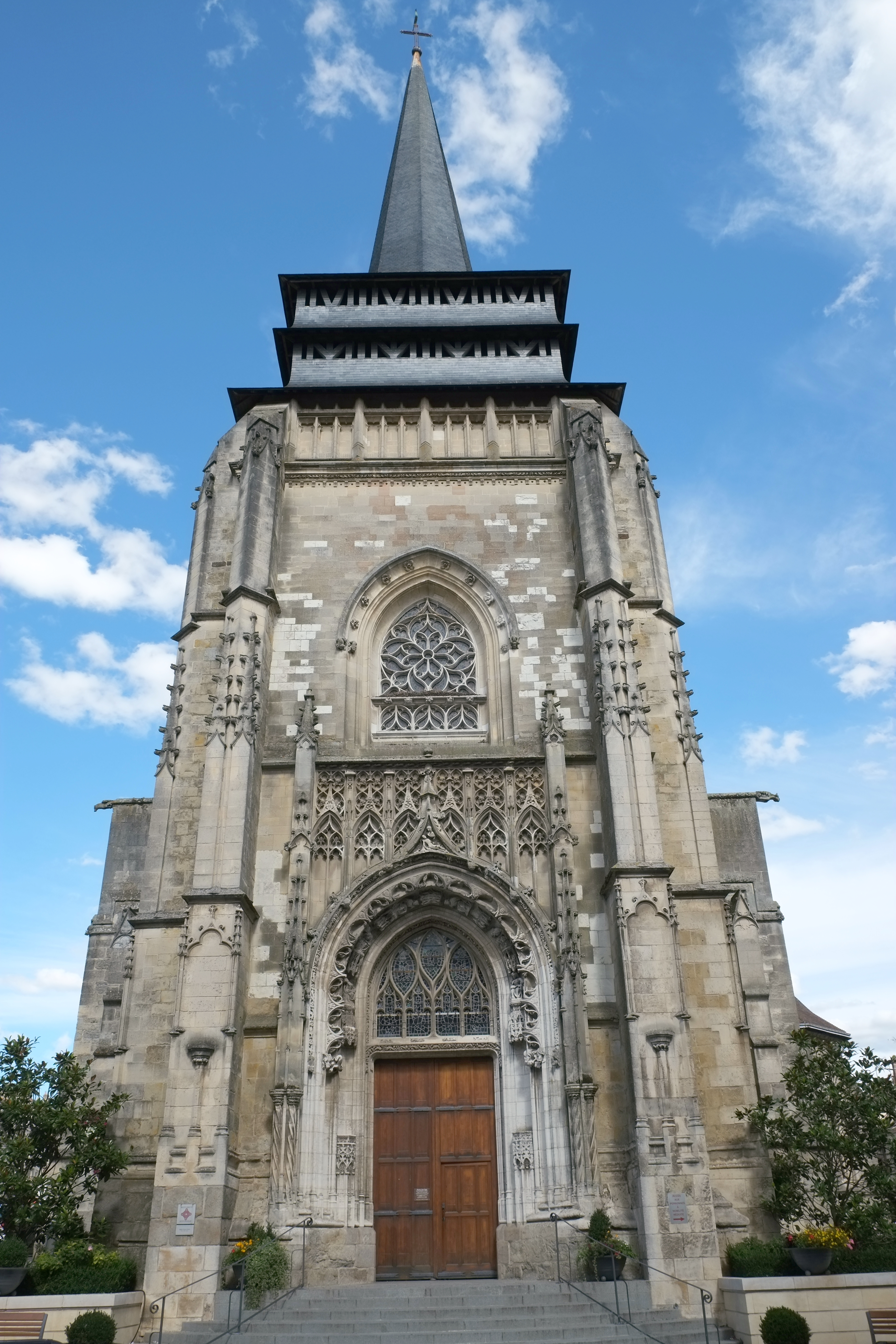
圣母教堂（法语：Église Notre-Dame de Neufchâtel-en-Bray）
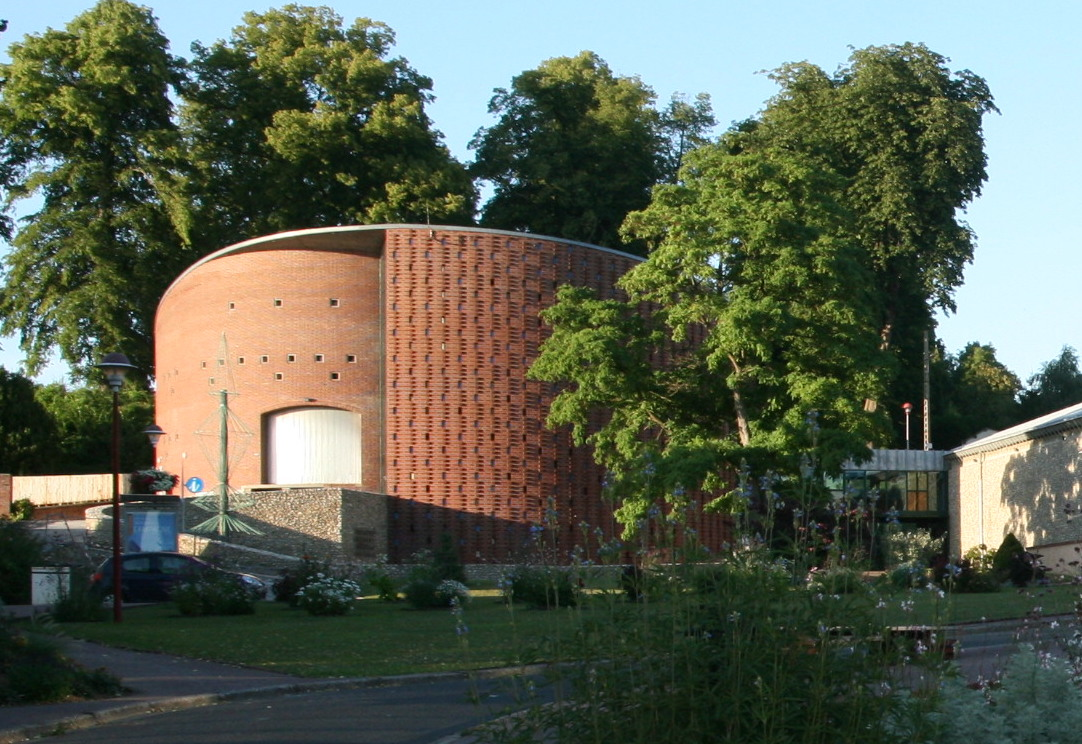
罗贝尔·欧泽勒剧场
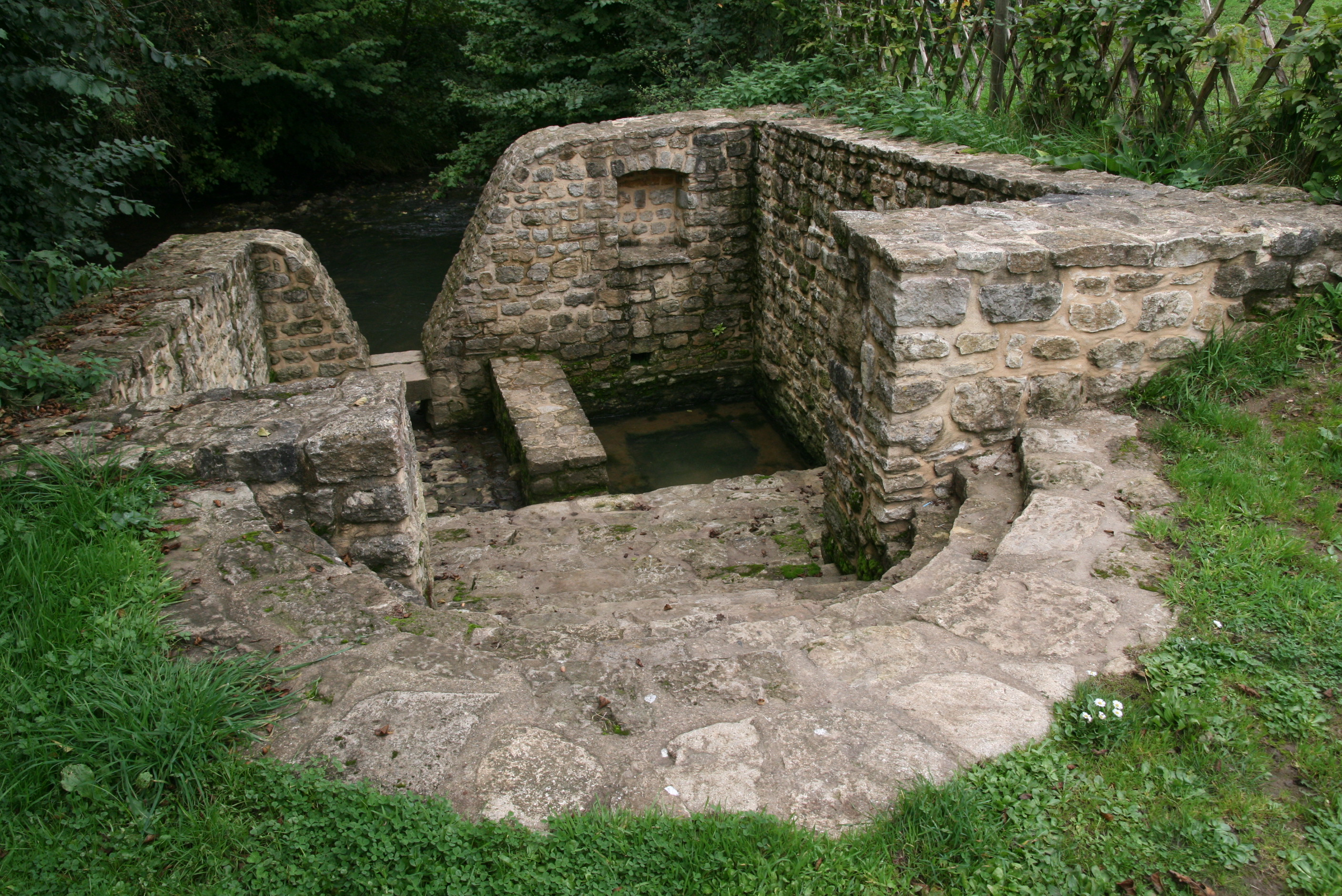
修道院（法语：Abbaye de Neufchâtel-en-Bray）遗址
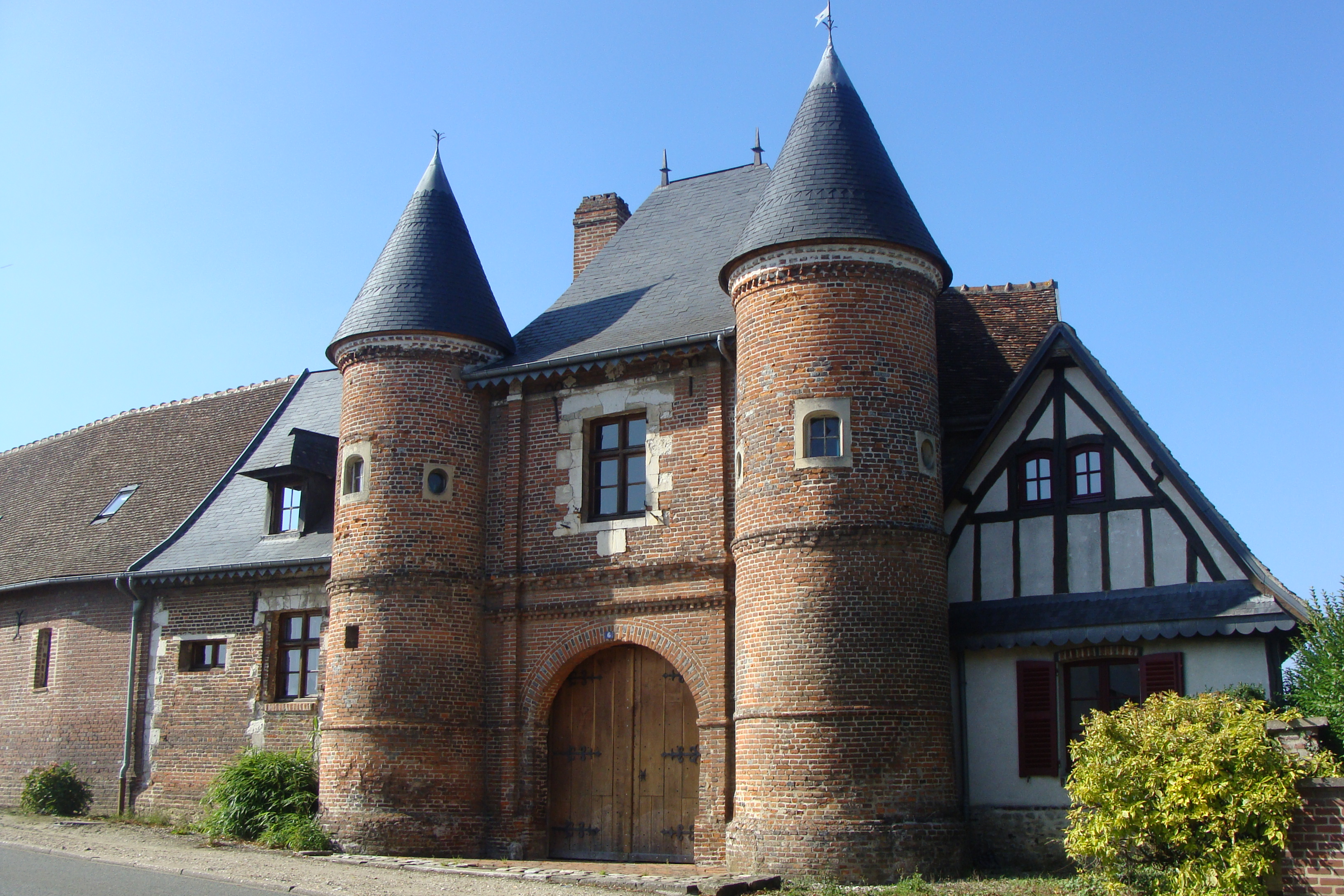
塔楼
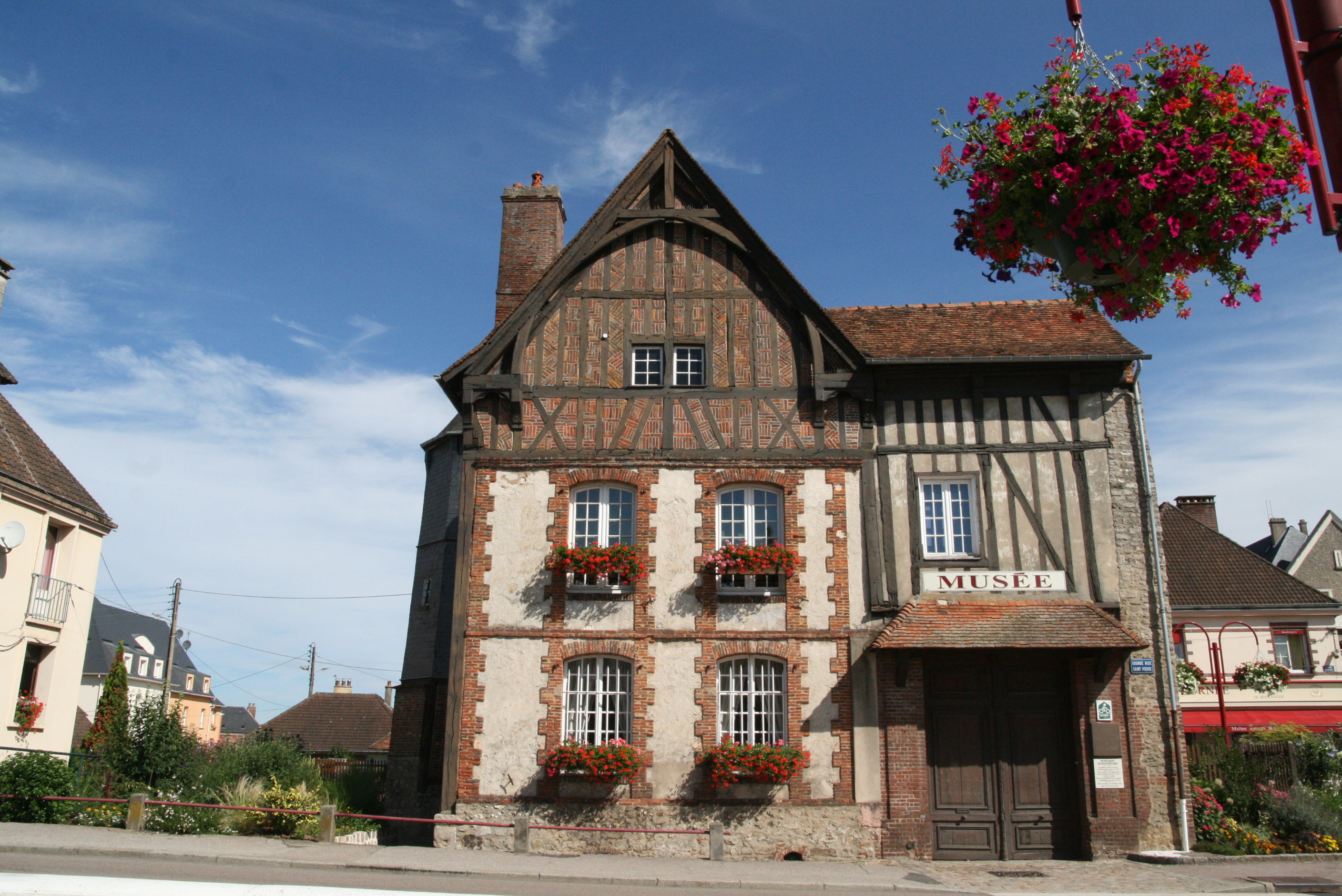
马通·迪朗博物馆
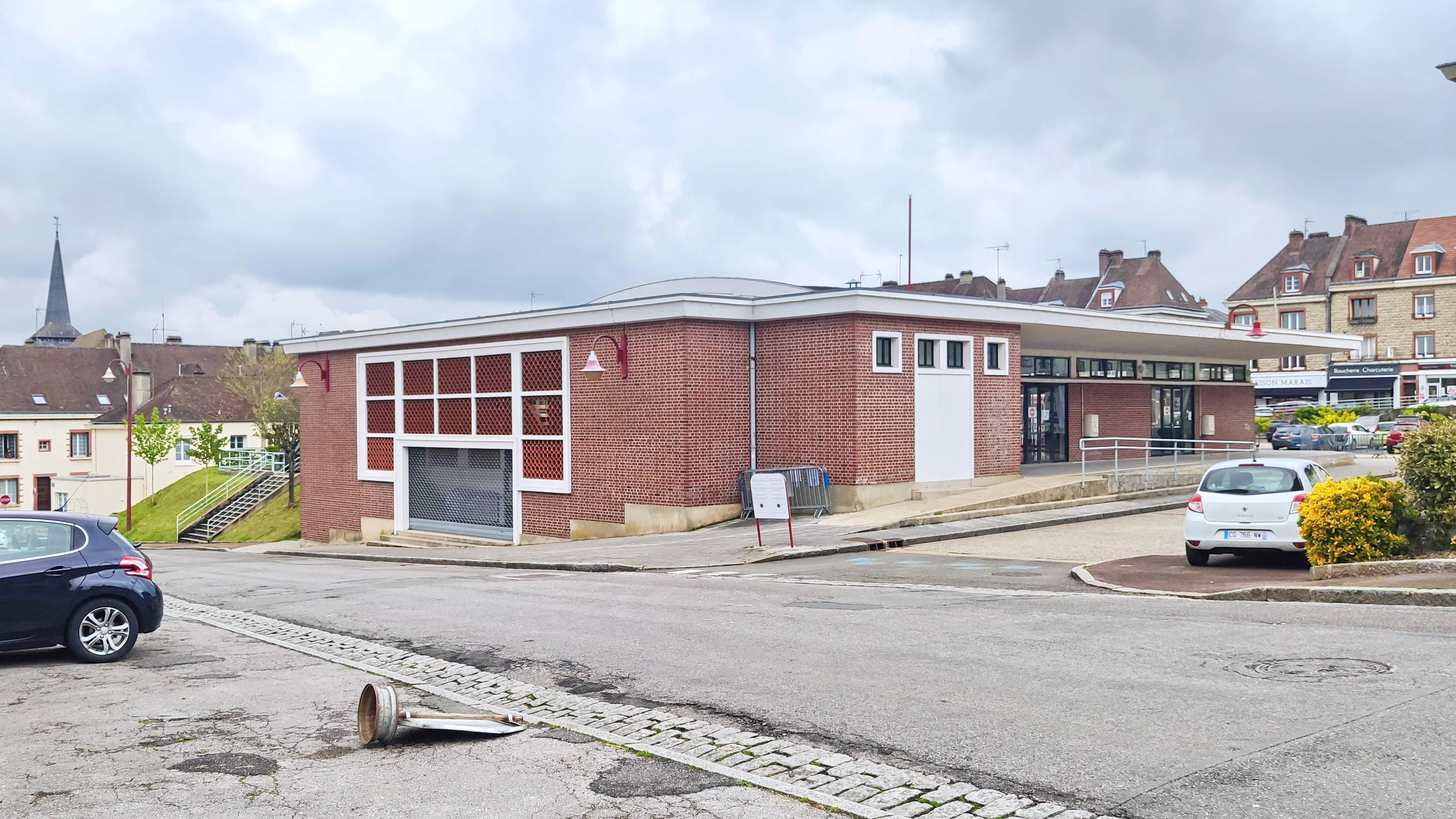
奶酪仓库
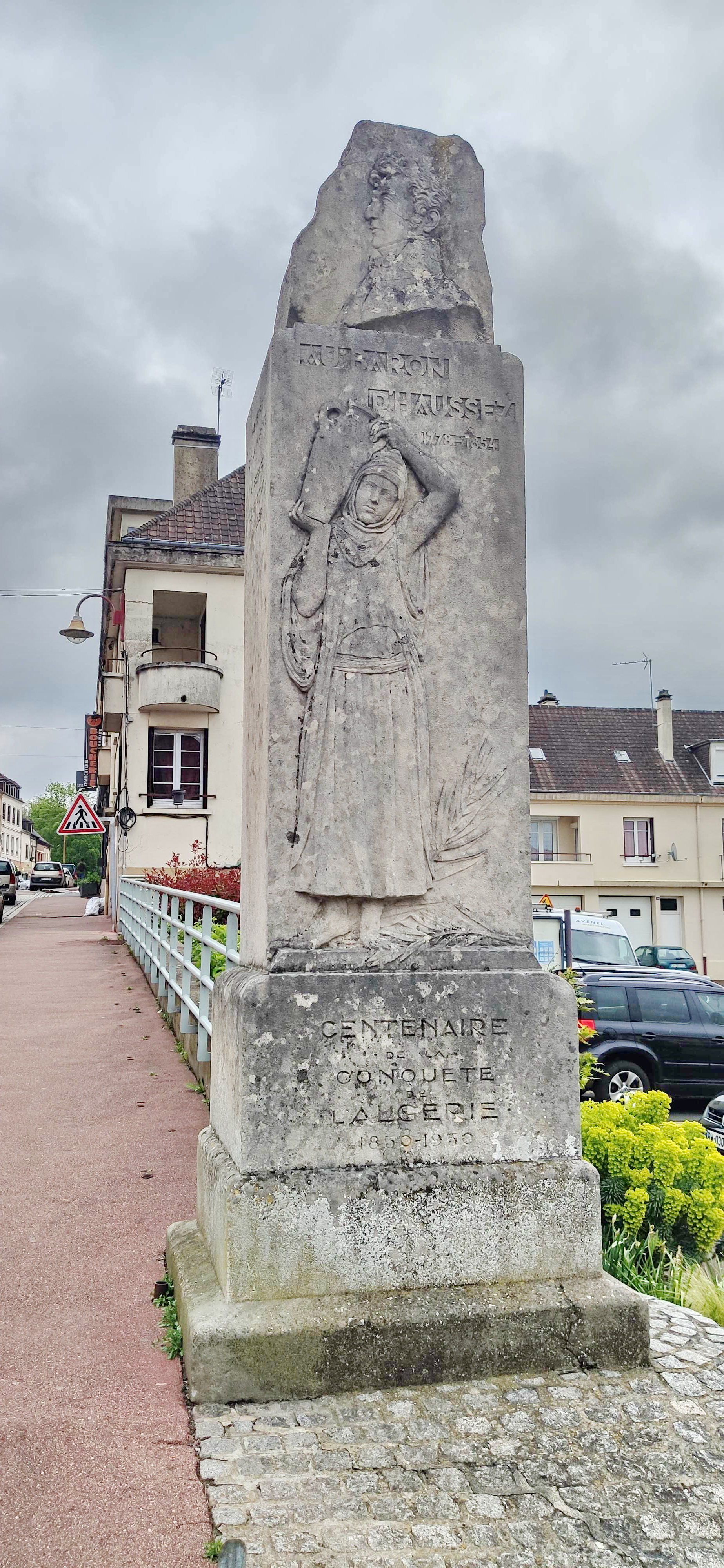
烈士纪念碑

### 旅游
布赖地区讷沙泰勒的旅游事务由其所属的布赖-埃阿维市镇公共社区负责。2021年，布赖地区讷沙泰勒境内共有2家酒店共计27间房间；另有1个露营地，可容纳共100辆露营车。

### 媒体
法国主要的媒体均可在布赖地区讷沙泰勒接收，法国电视三台下属的诺曼底大区频道在部分时段播出布赖地区讷沙泰勒所属区域的地方新闻。《巴黎-诺曼底报》、《讷沙泰勒觉醒报》、蓝色法兰西鲁昂诺曼底广播等是当地主要的地方性媒体。

### 奶酪
布赖地区讷沙泰勒因同名奶酪而闻名，后者自1969年起获得原产地命名控制认证。

## 相关人物
法国建筑师爱德华·克勒韦尔、自行车运动员布吕诺·蒂布和足球运动员威廉·勒布谢出生于布赖地区讷沙泰勒。
布洛涅伯爵阿尔萨斯的马蒂厄逝世于布赖地区讷沙泰勒。

## 友好城市
截至2022年1月，布赖地区讷沙泰勒共与一座城市互为友好城市关系：
- 英格兰 惠特彻奇